# André Roosenburg
Andries ("André") Hendrik Roosenburg (Den Haag, 18 augustus 1923 – Franeker, 26 juli 2002) was een Nederlands voetballer.
Roosenburg werd op jonge leeftijd ontdekt door ADO Den Haag. Hij brak aan het begin van de Tweede Wereldoorlog door bij de club en werd met ADO tweemaal landskampioen. In de oorlog ging hij naar Delfzijl waar hij later voor VV Neptunia zou spelen. Vanaf medio 1948 kwam hij uit voor VV Sneek en maakte halverwege het seizoen 1950/51 een transfer naar het Italiaanse Fiorentina. 
In het seizoen 1952/53 kwam hij door een knieblessure (meniscusoperatie) minder aan spelen toe. Hij besloot zijn contract niet te verlengen en keerde in mei 1953 terug in Sneek.
In Nederland werd hij wegens het spelen van betaald voetbal voor een jaar geschorst door de KNVB. Op de tribune in Sneek zag hij dat zijn club het niet redde in het seizoen 1953/54 in de Eerste klasse. Ondanks dat Sneek naar de Tweede klasse degradeerde, bleef Roosenburg zijn club trouw. Hij sloeg aanbiedingen van zijn oude club ADO en Be Quick af.
Hij mocht pas bij de introductie van het betaald voetbal in Nederland in 1954 weer spelen. Sneek was in de Tweede klasse A van het district Noord in een felle titelstrijd gewikkeld met Velocitas. Sneek, dat 103 keer scoorde waaronder 26 goals van Roosenburg, won 20 van de 22 competitieduels. Uitgerekend de beide topduels met Velocitas werden verloren (tweemaal 0-1) waardoor Sneek op het nippertje het kampioenschap misliep. 
André Roosenburg kwam na een onderbreking van ruim vier jaar weer in beeld voor het Nederlands elftal. Hij speelde in zijn tweede Sneek-periode nog twee interlands.
Daarna vervolgde hij zijn carrière bij Helmondia '55 en VV Leeuwarden waar hij in het seizoen 1958/59 met 31 doelpunten topscorer werd van de eerste divisie. In 1959 ging hij naar N.E.C. waar hij in zijn eerste wedstrijd geblesseerd uitviel en daarna zijn loopbaan beëindigde.
Hij kwam negen keer uit voor het Nederlands elftal en nam deel aan de Olympische Spelen in 1948 waar hij in de wedstrijd tegen Ierland zijn enige doelpunt maakte.
Zijn zoons André (tevens kaatser) en Claus (later trainer) kwamen uit voor SC Cambuur.

## Zie ook

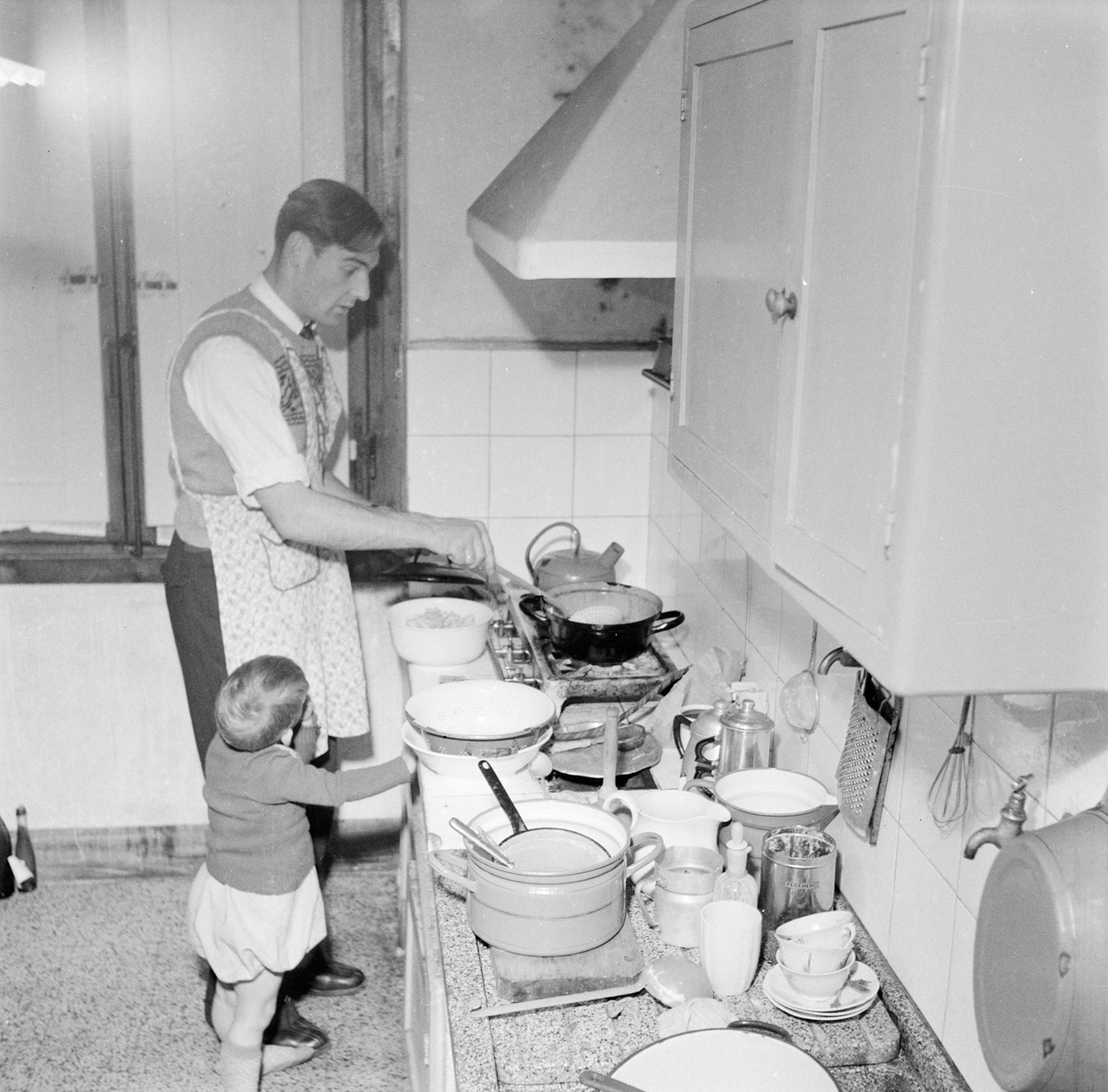
Roosenburg in Florence in 1953

## Erelijst
- Nederlands kampioen: 1942, 1943